# Gonzalo Romero de la Puente
Gonzalo Romero de la Puente (Lima, 9 de abril de 1956) es un empresario y político peruano. Fue ministro de Industria, Turismo, Integración y Negociaciones Comerciales Internacionales del Perú durante el gobierno de Alberto Fujimori, desde el 29 de julio hasta el 22 de noviembre del 2000. En 1990 fue elegido diputado por la región del Callao por el Frente Democrático, ejerciendo el cargo hasta el autogolpe de Estado de 1992.

## Biografía
Gonzalo Romero de la Puente nació el 9 de abril de 1956 en la ciudad de Lima, capital principal del Perú. Es hijo de Gastón Romero Cárdenas y de Ana Teresa de la Puente León.
Es empresario de profesión y especializado en la supervisión y liquidación de reclamos en los riesgos de Rotura de Maquinara y Lucro Cesante e Incendio. Asimismo, es ajustador de seguros inscrito en la Superintendencia de Banca y Seguros del Perú desde el año 1992. Desde 2001 es socio fundador de Bisi & Romero Asociados S.A. y actualmente es responsable de la conducción de Cooper Brothers Perú S.A. 
Como político incursiona militando en el Partido Popular Cristiano de Luis Bedoya Reyes y en 1990 participó en las elecciones generales como candidato del Frente Democrático a diputado por la región del Callao, siendo elegido con 24,131 votos y juramentado para el periodo 1990-1995. Sin embargo, su cargo fue disuelto por el autogolpe de Estado del 5 de abril de 1992 anunciado por el gobierno de Alberto Fujimori.
Tras dejar su cargo de diputado, Gonzalo Romero continuó en el ámbito político y en las elecciones municipales de 1993 fue elegido regidor de la Municipalidad Provincial del Callao. Ese mismo año, decidió renunciar al Partido Popular Cristiano y dedicarse a actividades del ámbito empresarial. Sin embargo en abril de 1999, Romero vuelve a la política como miembro de Somos Perú, partido político de Alberto Andrade, alcalde de la ciudad de Lima en dos periodos consecutivos.
El 29 de julio del 2000, luego de que Alberto Fujimori fuera elegido por tercera vez como presidente del Perú en las cuestionadas elecciones generales de ese mismo año, decidió nombrar un nuevo gabinete ministerial del cual sería encabezado por Federico Salas-Guevara, excandidato presidencial que fue cuestionado por su pase al fujimorismo tras ser opositor. Ese mismo día, Fujimori juramentó a Gonzalo Romero como ministro de Industria, Turismo, Integración y Negociaciones Comerciales Internacionales del Perú, reemplazado a Juan Carlos Hurtado Miller. No obstante, su nombramiento generó polémicas debido a que Romero pertenecía a Somos Perú, uno de los partidos opositores al gobierno de Fujimori, y que se uniera al gobierno que disolvió su periodo congresal en los años 90s. Pese a los cuestionamientos, Romero se defendió diciendo que su renuncia a Somos Perú se debió a una supuesta infiltración de políticos de tendencia izquierdista y aprista y que su militancia fue por su amistad con Alberto Andrade, quien cuestionó su pase al fujimorismo.
Romero se mantuvo en el cargo hasta el 22 de noviembre del mismo año, luego de que el gobierno de Fujimori concluyera por la difusión de los "Vladivideos" y se diera inicio al gobierno de transición de Valentín Paniagua. En el cargo fue reemplazado por Emilio Navarro Castañeda.
En las elecciones del 2001, Romero postuló nuevamente al Congreso como parte de Solución Popular, alianza fujimorista que postuló sin éxito a la presidencia a Carlos Boloña. En 2010 se unió a Fuerza 2011, partido político de Keiko Fujimori, y postuló por tercera vez al Congreso por la región Callao, quedando solamente como accesitario de Pedro Spadaro.